# Ulrik II. Trebinjski
Ulrik II. Trebinjski je bil oglejski patriarh od leta 1161 do 1181. Podpiral je svetorimskega cesarja Friderika I. Barbarosso (1122–1190) v njegovem neuspešnem boju za prevlado nad severnoitalijanskimi državami in papeštvom . Prav tako je bil vpleten v spor o pristojnosti z patriarhom iz Gradeža, kjer je bil na koncu uspešen.

## Zgodnja leta
Ulrik je bil sin grofa Volfrada I. Trebinjskega, gospodarja gospostva Trebinja na  Avstrijskem Koroškem. Njegova mati Hema je bila hči mejnega grofa Starhanda. Ulrik je leta 1161 postal oglejski patriarh in nasledil Pelegrina Ortenburškega.

## Spor z Gradežem
Patriarhalna središča Oglej in Gradež sta bila že dolgo tekmeca. Njun spor je segal v čase vdora Hunov, ko se je oglejski patriarh zatekel v Gradež. Prenesel je relikvije Svetega Mohorja in Fortunata, dveh svetnikov, ki naj bi ju krstil sveti Marko evangelist. Gradež je trdil, da je to pokazalo, da je bila cerkvena oblast prenesena v "Novi Oglej". Leta 1024 je Popo Trebinjski, oglejski patriarh, uporabil silo, da bi si podredil Gradež v času, ko sta bila gradeški patriarh Ursus in beneški dož Otto Orseolo v izgnanstvu, v Oglej je vrnil je relikvije svetnikov Svetega Mohorja in Fortunata. Tri leta kasneje je papež Janez XIX razglasil, da je Gradež le ena od župnij Ogleja, ki je bil metropolit vseh Benetk. 
Vendar je leta 1044 papež Benedikt IX priznal gradeškega patriarha Ursusa za poglavarja Novega Ogleja in s tem degradiral oglejskega prelata za furlanskega škofa. Leta 1053 je papež Leon IX.  priznal Gradež za metropolita vse Benečije in Istre . 
Leta 1155 je papež Adrian IV. podelil gradeškemu patriarhu jurisdikcijo nad deli obale Dalmacije, kar je povzročilo ponovno napetost. Friderik Barbarosa, svetorimski cesar, je hotel  pripeljati severno Italijo pod svojo oblast. Barbarosa je s svojo vojsko leta 1154 vstopil v Italijo in leta 1161 vzpostavil nadzor nad celino okoli Benetk.  Leta 1162, medtem ko so bile Benetke vpletene v vojno s Padovo in Ferraro, je oglejski patriarh Ulrik napadel Gradež.  Ulrik je vodil sile iz območja Furlanije v Gradež, ki ga je razglasil za oglejski okraj.  Enrico Dandolo, gradeški patriarh, je bil prisiljen zbežati v Benetke . 
Ulrikova poteza je bila očitno del kampanje, ki naj bi Benetke pripeljala pod nemško podrejenost. Dož, Vitale II Michiel, se je odločno odzval. V Gradež je poslal močno floto, ga obkrožil in okupiral.  Ulrika je ujel in uničil več njegovih gradov v Furlaniji. Ulrika in dvanajst njegovih kanonikov je pripeljal nazaj v Benetke s sedemsto ujetniki.  Na koncu je za mir posredoval papež Aleksander III. Patriarh in dvanajst kanonikov so izpustili v zameno za plačilo letnega davka v višini bika, dvanajst prašičev in 300 hlebcev kruha. Živali bi zaklali na javni slovesnosti v spomin na zmago. Ta slovesnost je kot element beneškega karnevala obstajala več sto let.

## Kasnejša leta
Ulrik II. je še naprej podpiral cesarjeve rivalske papeže do poznih 1160-ih, ko je svojo zvestobo prenesel na Aleksandra III. Friderik Barbarossa  je bil 29. maja 1176 v bitki pri Legnanu poražen. 24. julija 1177 sta  beneški dož Sebastiano Ziani in Ulrik II. Trebinjski pospremila cesarja iz San Nicolò al Lida v Benetke, kjer je spoznal papeža in se spravil na čustvenem javnem prizorišču pred baziliko sv. Marka. Beneška pogodba, ratificirana 1. avgusta 1177, je začasno razrešila razlike med cesarjem, papežem in severnoitalijanskimi mestnimi državami Lombardske lige . Cesar je papeža Aleksandra III . uradno priznal za papeža.
Ulrik II. je kot zaupnik tako papeža kot cesarja pripomogel k usklajevanju obeh in ozdravitvi delitve v cerkvi. V ta namen je Friderik potrdil in razširil posvetno jurisdikcijo oglejskega patriarhata. Leta 1177 je Aleksander III potrdil, da ima Oglej metropolitansko oblast s jurisdikcijo nad šestnajstimi škofijami. Na lateranskem koncilu leta 1180 je poskušal rešiti spore z gradeškim patriarhom Enricom glede Istre; uspelo mu je pridobiti Trst, Koper, Poreč, Novigrad, Pulj in Pičen. 24. julija 1180 je gradeški patriarh Dandolo privolil v dokončno in uradno rešitev starih sporov z oglejskim patriarhatom.
Gradeški patriarhat je nastal v VI. stoletju iz oglejskega patriarhata in se od njega ločil zaradi teološkega spora. Od leta 1105 je dejansko imel sedež v Benetkah in morje je bilo pod beneškim nadzorom (leta 1451 je postal "beneški patriarhat"). Leta 1420 so Benetke vojaško porazile in zasedle osrednje dežele oglejskega patriarhata, od takrat je bil patriarhat pod njihovim nadzorom, tako za posvetne kot za cerkvene zadeve. Oglejski patriarhat se je uradno končal   6. julija1751 z bulo  "Injunctio Nobis" papeža Benedikta XIV.
V prisotnosti Aleksandra III. in Ulrika II. Oglejskega se je Dandolo odpovedal svojim trditvam do spornih škofij v Istri ter do relikvij in zakladov, ki jih je Popo Oglejski  odnesel iz Gradeža v začetku 11. stoletja. Ulrik je umrl leta 1181. Nasledil ga je patriarh Goffredo di Hohenstaufen .